# Panzerschnellbrücke 2
Panzerschnellbrücke 2 — это танковый мостоукладчик. Разработанный Германией совместно с Нидерландами. Заменил собой мостоукладчик Panzerschnellbrücke «Biber».

## История
В 1999 году Германия и Нидерланды в рамках совместно проекта решили разработать замену Panzerschnellbrücke «Biber» (мостоукладчика на шасси Leopard 1). Из четырёх проектов различных компаний был выбран проект компании Man’s Mobile Bridges (с 2005 года входит в Krauss-Maffei Wegmann). После испытаний машины и самого моста на различной технике, включая танк Leopard 2, прототип был передан на войсковые испытания в 2002 году. После серии испытаний, в ходе которых, не было достигнуто нужных результатов. В качестве замены Бундесвер с 2009 года, проводил испытания мостов системы Игуана, на шасси танка Leopard 2. В конечном счёте проект был закрыт.

## Описание
Panzerschnellbrücke 2 относится к машинам поддержки, состоит из раскладного трёхсекционного моста на шасси танка Leopard 2. Как и все машины подобного типа Panzerschnellbrücke 2 предназначен для преодоления различных препятствий, таких как водоёмы, овраги и разрушенные мосты, в ходе боевых действий. Экипаж машины состоит из двух человек, механика-водителя и командира. Мостоукладчик не вооружён, но имеет установку постановки дымовых завес. Благодаря дальномеру и телевизору установка моста возможна в ночное время суток.

## Конструкция
PSB 2 состоит из модульной мостовой системы, мост изготовлен из алюминия. Наводка моста осуществляет с помощью гидроприводов. В систему входит рычаг укладки и поворотный цилиндр. Каждая из трёх секций моста имеет длину 9,7 м, что даёт возможность прокладки трёх коротких мостов, одного короткого и одного среднего и одного длинного моста. Высота отдельных секций моста составляет 0,65 м, а ширина 4,0 м. Одна секция весит около пяти тонн. Соединение секций моста происходит автоматически.